# Gmina Washington (hrabstwo Chickasaw)

Położenie Gminy Washington w hrabstwie Chickasaw

Gmina Washington (ang. Washington Township) – gmina w USA, w stanie Iowa, w hrabstwie Chickasaw. Według danych z 2000 roku gmina miała 954 mieszkańców, a jej powierzchnia wynosi 139,05 km².